# Berthachar de Thuringia
Bertachar or Berthar a fost co-rege asupra tribului germanic al thuringienilor.
Berthar era fiul fostului rege Bisinus cu Basina. Alături de frații săi Hermanfrid și Baderic, a succedat tatălui lor la conducerea thuringineilor. Cu toate acestea, Berthar a fost în curând înfrânt in luptă de către Hermanfrid.
Bertachar a avut o fiică, Radegunda (ulterior canonizată), care s-a căsătorit cu regele Chlothar I al francilor.